# 二次组态相互作用
二次组态相互作用（简称QCI）是一种对组态相互作用的扩展，它修正了单、双激发组态相互作用（CISD）的大小一致性问题。